# Sumedang
Sumedang (indonez. Kota Sumedang) – miasto w Indonezji na Jawie w prowincji Jawa Zachodnia, ośrodek administracyjny kabupatenu Sumedang.